# Melvin Perry
Melvin Perry (Poirier) (23 août 1925 - 25 janvier 2002) était un homme politique canadien de l'Île-du-Prince-Édouard.
Melvin Perry est né le 23 août 1925 à St. Edward, à l'Île-du-Prince-Édouard. Acadien d'origine, il suit des études au Collège Saint-Joseph de Memramcook et obtient un Baccalauréat en arts en 1952. Il entame ensuite une carrière d'enseignant jusqu'à sa retraite en 1986.
Sur avis de Jean Chrétien, il est nommé sénateur le 11 août 1999, fonction qu'il occupe jusqu'à l'âge de 75 ans, le 23 août 2000. Il devient ainsi le deuxième sénateur acadien de l'Île-du-Prince-Édouard depuis Joseph-Octave Arsenault.